# Edouard Suenson (erhvervsmand)
 Der er flere personer med dette navn, se Edouard Suenson (flertydig).
Edouard Suenson (født 26. juli 1842 i København, død 21. september 1921 sammesteds) var søofficer og direktør for Store Nordiske Telegrafselskab.
Suenson, der var søn af viceadmiral Edouard Suenson, blev født i København 26. juli 1842. Han kom på Søkadetakademiet 1855, medens hans fader var kadetchef, blev løjtnant 1861, premierløjtnant 1868, men tog allerede afsked med marinen 1875 som karakteriseret kaptajn. 1891 erholdt han fornyet afskedspatent som kommandør, og 1901 blev han kammerherre. Kort efter sin udnævnelse til officer ansattes Suenson i den kommission, der under admiral C.E. van Dockums forsæde skulle undersøge de Whitworthske bagladekanoner. Efter et togt til Vestindien og Middelhavet 1862-63 med korvetten Dagmar udkommanderedes han under 2. slesvigske krig 1864 med skruelinjeskibet Skjold, der i marts deltog i Swinemünde-affæren sammen med fregatten Sjælland. 1865-68 var Suenson i fransk orlogstjeneste; han gjorde først tjeneste i øvelseseskadren i Middelhavet, senere i de østasiatiske farvande som adjudant hos den kommanderende admiral Roze; han deltog i det franske togt til Korea, hvor han blev ret alvorlig såret i begge benene, og hvorfra han vendte hjem efter at have foretaget en jordomsejling, og i Ny Caledonien, hvor han var med til at dæmpe et oprør. 
1869-70 var han adjudant hos marineministeren, general Waldemar Rudolph Raasløff, og gennem denne kom han i forbindelse med C.F. Tietgen, der overtalte ham til at søge orlov for som direktør at drage til Kina og der organisere det i Danmark stiftede Store nordiske Kina og Japan Extension Telegrafselskabs virksomhed. Han blev 1874, efter at have repræsenteret selskabet i Bern og Rom, administrerende direktør for det betydelige Store Nordiske Telegrafselskab, der i sig 1872 havde optaget det førstnævnte, og som omkring 1900 havde en aktiekapital på 27 mio. kr. foruden et reservefond på over 28 mio. kr. og med et personale på omkring 700 personer. Dette selskab ejede i Europa 12 kabler på 3536 engelske sømil, 9 østasiatiske kabler på 3562 engelske mil, foruden at det drev en del andre linjer for kinesisk, tysk og russisk regning.
Foruden at beklæde den nævnte, overordentlig vigtige direktørstilling med overlegen dygtighed fra 1873 til 1908 (derefter var han bestyrelsesformand) har Suenson tillige været knyttet til adskillige betydningsfulde virksomheder her hjemme; således blev han 1876 medlem af bestyrelsen for den Svitzerske Bjergningsentreprise; han var tillige i bestyrelsen for Danmarks første oversøiske dampskibsselskab, den nu ophævede Thingvalla-linje, der fra 1898 blev inddraget i DFDS, var fra 1890 formand i søassuranceselskabet De private Assurandører og medlem af Privatbankens bankråd, foruden at han en tid var i telefonselskabet KTAS' bestyrelse og i Nordisk Brandforsikrings Selskabs bestyrelse.
Suenson, der 1881 dekoreredes med Kommandørkorset af 2. grad af Dannebrog (1894 1. grad) og 1900 hædredes med Fortjenstmedajlen i guld, blev 28. juli 1871 gift med Magna Cecilie Camilla Lütken (f. 29. januar 1846), datter af orlogskaptajn Otto Hans Lütken. Han var fader til ingeniøren Edouard Suenson (ingeniør) samt Kay Suenson, der overtog direktørposten i telegrafselskabet fra 1908.
Han var korresponderende medlem af Royal Society of Arts i London og dekoreret med Kinesiske Dobbelte Drage Orden, Franske Æreslegion, Japanske Hellige Skats Orden, Japanske Opgående Sols Orden, norske Sankt Olafs Orden, Preussiske Krone Orden, Russiske Røde Kors, Russiske Skt. Anna Orden, Russiske Skt. Stanislaus Orden, svenske Nordstjerneorden, Østrigske Franz Joseph Orden og Østrigeske Leopolds Orden.
Han er begravet på Brønshøj Kirkegård.